# Polskie Stowarzyszenie Dziennikarzy Naukowych „Naukowi.pl”
Polskie Stowarzyszenie Dziennikarzy Naukowych „Naukowi.pl” – organizacja pozarządowa działająca w latach 2006–2018 w Warszawie, zrzeszająca dziennikarzy naukowych. 

## Działalność stowarzyszenia
Misją stowarzyszenia była integracja środowiska dziennikarzy piszących o nauce, medycynie i technice, ułatwianie wymiany informacji o wyjazdach, szkoleniach, konferencjach naukowych i stypendiach, a także promowanie nauki i dziennikarstwa naukowego. PSDN współpracowało z organizacjami europejskimi, a szczególnie z European Union of Science Journalists' Associations (EUSJA).

Stowarzyszenie w ramach popularyzacji nauki oraz rzetelnego dziennikarstwa naukowego przyznawało doroczne nagrody w ramach:
- konkursu im. Karola Sabatha – za najlepszy artykuł prasowy o tematyce popularnonaukowej, który został opublikowany w gazetach lub czasopismach w języku polskim
- konkursu „Naukowiec przyjazny mediom” – za wyjątkowo udaną współpracę z dziennikarzami – otwartość, jasność wypowiedzi, aktywny kontakt z mediami, a przede wszystkim za życzliwą gotowość do współpracy i pomocy

Do 2010 roku przyznawano także nagrodę „Odkrywca roku” – dla naukowca  – za wybitne odkrycie, które wzbudziło największe zainteresowanie mediów.
W grudniu 2018 r. podjęto decyzję o likwidacji stowarzyszenia.

## Laureaci nagród im. Karola Sabatha
- 2008 – Adam Zubek za artykuły  „Dolina pięciu skarbów” i „A jednak potop" (ukazały się w „Polityce”)
- 2009 – Irena Cieślińska za tekst  „Co rozpala umysły, których nikt nie rozumie” (opublikowany w „Przekroju Nauki”)
- 2010 – Olga Woźniak za tekst „Bardzo ludzka muszka” opublikowany na łamach „Przekroju”
- 2011 – Patrycja Dołowy za wywiad z dr. Marcinem Ryszkiewiczem „Błędy ludzka rzecz” opublikowany w „Academii”